# Јелашке
Јелашке су насељено место у Босни и Херцеговини у општини Олово које административно припада Федерацији Босне и Херцеговине. Према последњем попису становништва из 2013. у насељу је живело 466 становника..

## Географија
Насеље се налази на надморској висини од 508 метара, површине 17,27 km², са густином насељености 26,98 становника по km².

## Становништво
| Националност       | 1971.        | 1981.        | 1991.        | 2013.        |
| Муслимани*         | 429 (99,08%) | 609 (99,84%) | 592 (98,83%) |              |
| остали и непознато | 2 (0,462%)   | 1 (0,164%)   | 7 (1,169%)   |              |
| Југословени        | 2 (0,462%)   |              |              |              |
| Укупно             | 433 (100,0%) | 610 (100,0%  | 599 (100,0%) | 466 (100,0%) |

- Муслимани се данас углавном изјашњавају као Бошњаци.